# パイリン州
パイリン州 (パイリンしゅう、Pailin, クメール語: ប៉ៃលិន) はカンボジア西部のタイとの国境付近に位置する州である。

## 概要
1979年にベトナムがカンボジアに侵攻すると、クメール・ルージュは支配区域は西部国境沿いに押し込められるような形となり、1980年代にはパイリンはクメール・ルージュの重要な拠点となった。1990年代末にクメール・ルージュの幹部が次々と投降したが、ヌオン・チアやキュー・サムファンなどは、恩赦を受けた後も引き続きパイリンに住居を構え続けた（2007年以降は、カンボジア特別法廷に拘束されている）。

## 行政
パイリン州は2つの郡に分かれる。
- 2401 パイリン地区 (ប៉ៃលិន)
- 2402 サラ・クラウ郡 (សាលាក្រៅ)

## 産業
- クメール・ルージュがパイリンに拠点を構えたのは、周辺でルビーなどの宝石類を豊富に産すること、また、それらの流通拠点であることが決め手であった。良質の原石は、クメール・ルージュがほとんど掘り尽くしてしまったといわれるが、現在でもパイリンの中心街では、今でも、低質で、安価で、手仕上げの宝石が市場に並んでおり、タイ人も多くパイリンを訪れるなど流通拠点の座は失っていない。パイリンでは、バーツ、リエル及び米ドルが流通しているが、米ドルが好まれている。

## 治安
- パイリンは世界でも有数の地雷埋設地域であり、旅行者は道路かどうかはっきりしない場所には立ち入らないよう警告を受ける。